# Établissement métallurgique du Petit-Ivry
Etablissement métallurgique du Petit-Ivry est un constructeur automobile français.

## Production

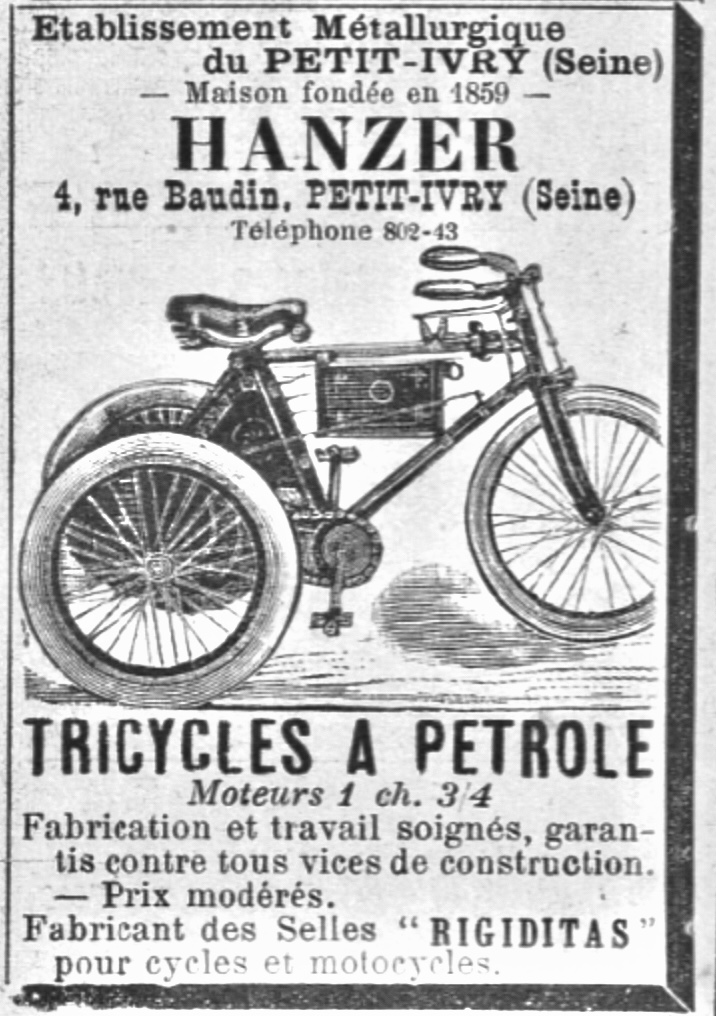
Hanzer Tricycle 1,75 HP 1899.

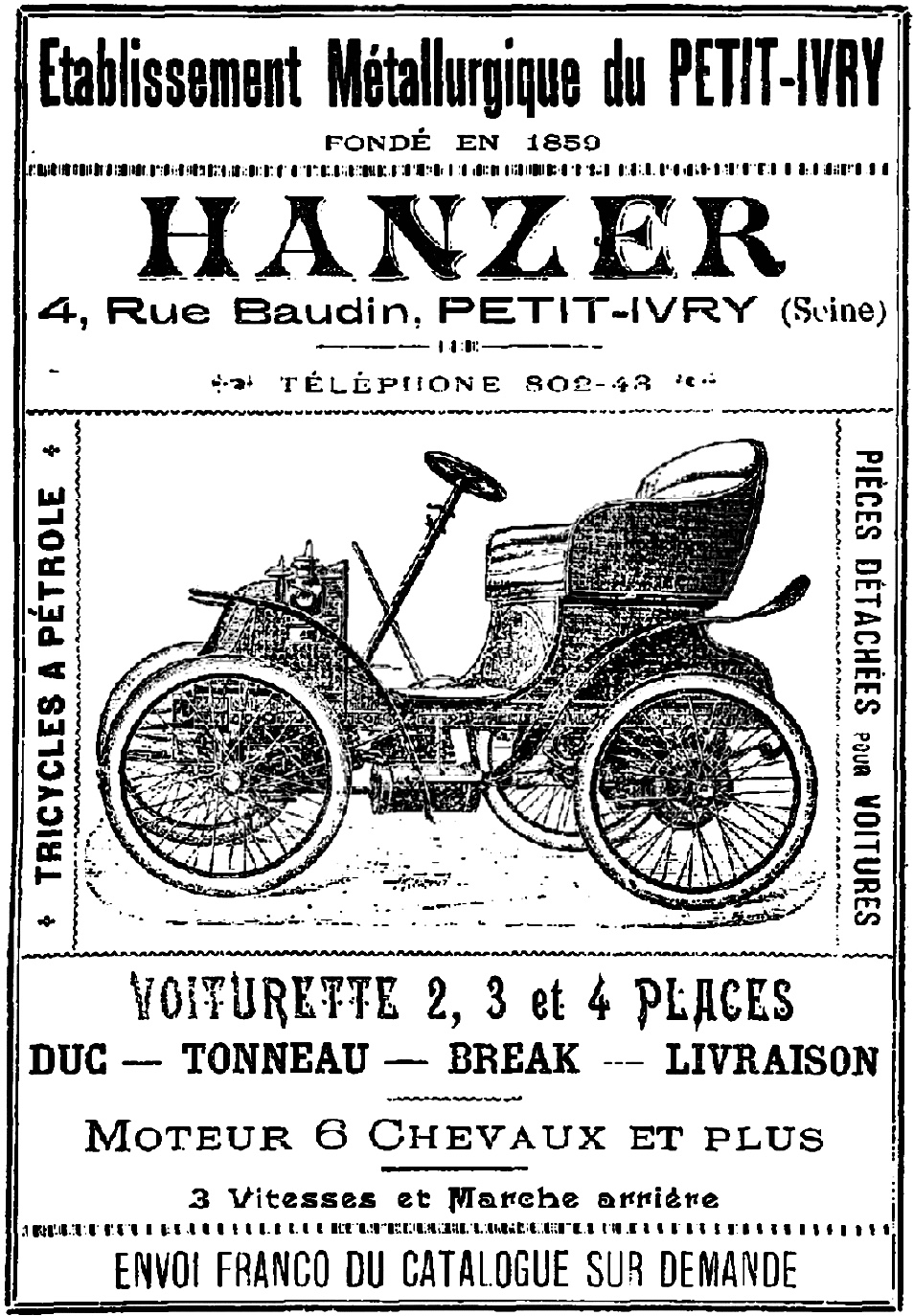
Hanzer Voiturette (1900).

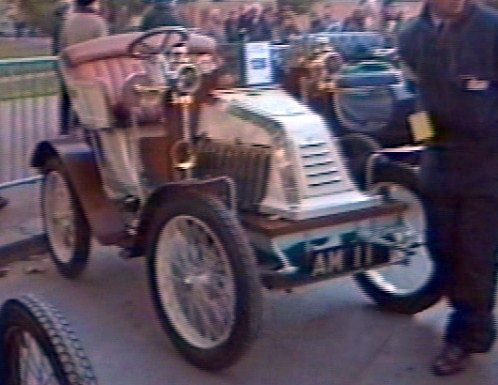
Hanzer 1902.

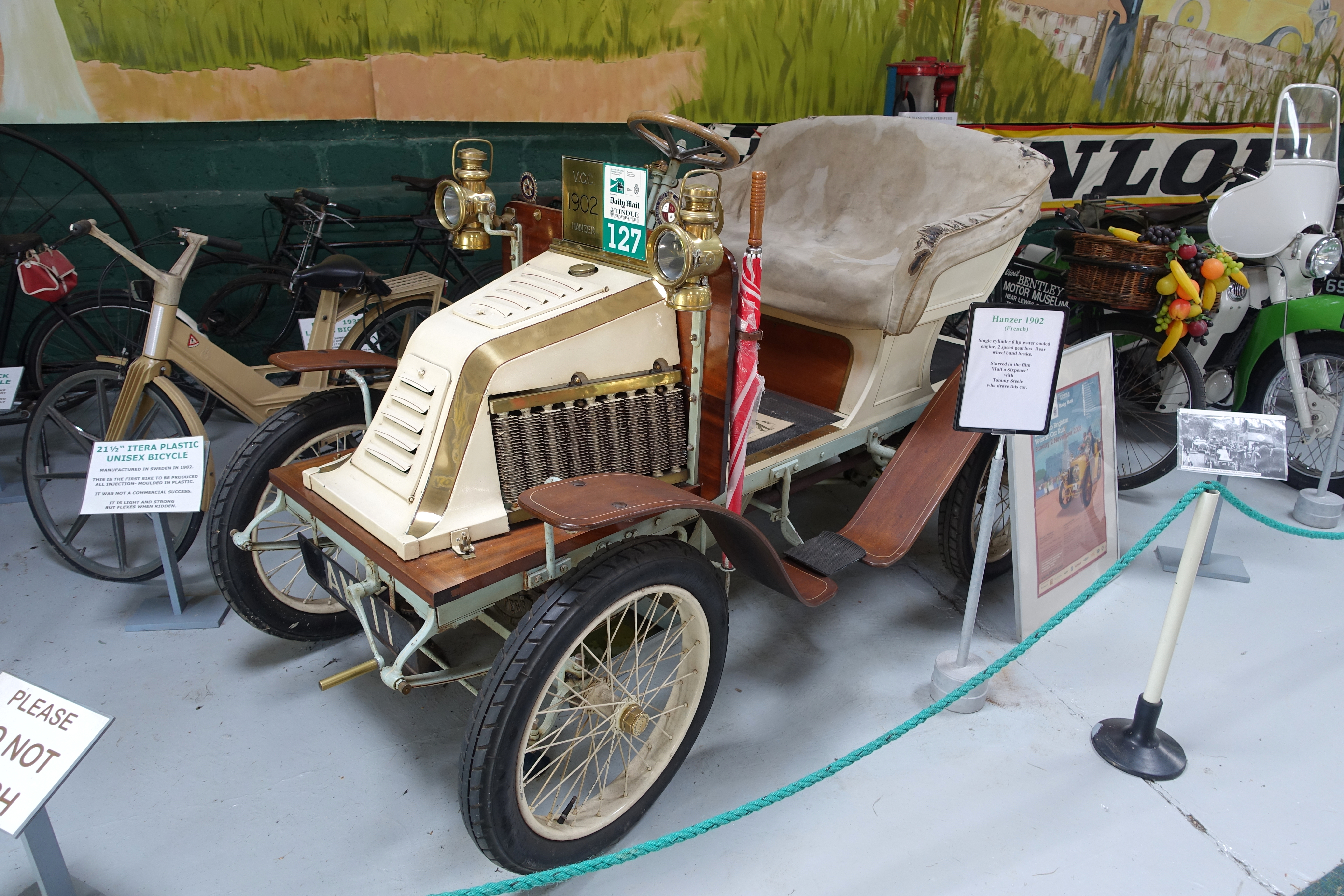
Hanzer 1902.

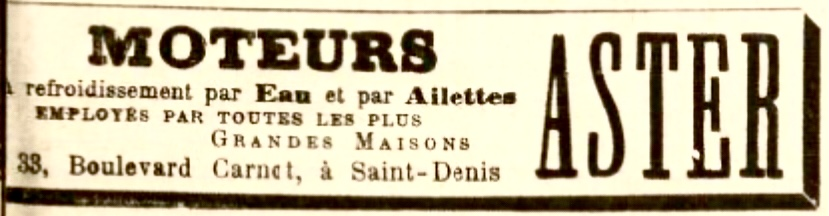
Le moteur de 6 ch provenait maintenant de la société Aster à Saint-Denis (1901).

L’entreprise basée à Ivry-sur-Seine a commencé à produire des automobiles en 1899. Le nom de la marque était Hanzer, du nom du directeur de l’entreprise. L’usine était située au 4 Rue Baudin. Le premier véhicule de 1899 était un tricycle.
En 1900, un Hanzer de 3 ch provenant d’un moteur De Dion-Bouton suit. Le véhicule pour deux personnes pesait 320 kg. Les roues de la même taille étaient de 700x80 mm. Le moteur était démarré par une manivelle installée en permanence à l’avant du véhicule. Le véhicule était équipé d’une boîte de vitesses à trois rapports et d’une marche arrière. Le freinage s’effectuait soit par l’intermédiaire d’un tambour en sortie de transmission, soit par l’intermédiaire de tambours sur les roues arrière. Le réservoir était situé sous le siège. En 1901, un biplace et un quadriplace avec plus de puissance moteur suivent. Le moteur de 6 ch provenait maintenant de la société Aster. En 1902, la société Durey-Sohy prend alors une participation dans l’entreprise. En 1903, la gamme se composait des modèles monocylindres 5 CV et 6 CV ainsi que du modèle bicylindre 9 CV. La production s’est terminée en 1903.